# Ленгних, Готфрид
Готфрид Ленгних (1689—1774) — прусский историк, адвокат и политический деятель.
В 1718 г. издал в Данциге «Польскую библиотеку», заключавшую в себе исследования по мало разработанным вопросам польской истории.
В 1722 по 1755 г. по поручению совета города Данцига занимался продолжением прусской истории Лукаса Давида. Результатом работы была «Geschichte der preussischen Lande polnischen Antheils», доведенная до царствования Августа II. В Этом труде собрано огромное количество сырого материала из городского архива Данцига; нередко автор приводит целиком акты, письма и разного рода документы.
Дополнением к этому капитальному труду Ленгниха являются его многочисленные мелкие исследования в области права и истории, написанные с большим знанием дела. Ему принадлежит ещё важное сочинение по государственному праву Польши: «Jus publicum regni Poloni». Почётный член СПбАН c 23.03.1737.